# Estefànids
Els estefànids (Stephanidae) són una família d'himenòpters apòcrits, l'única de la superfamília Stephanoidea. Compta amb 9 gèneres i 342espècies. La seva distribució és principalment tropical i subtropical, en diversos continents.

## Característiques
Mesuren des de 10 mm fins a 4 cm, sense comptar l'ovipositor que és més llarg que el cos. Són de cos prim i molt allargat amb potes posteriors modificades. El cap és més aviat esfèric amb un llarg coll; tenen cinc dents en el cap al voltant dels ocels. S'assemblen als Gasteruptiidae, però són llustrosos i amb marcada textura. Les potes posteriors presenten un engruiximent, molt diferent al de les potes de gasterúptids.

## Taxonomia
Els estefànids inclouen tres subfamílies:
- Foenatopinae
- Schlettererinae
- Stephaninae